# Dicranum psathyrum
Dicranum psathyrum là một loài Rêu trong họ Dicranaceae. Loài này được Klazenga mô tả khoa học đầu tiên năm 1999.